# Hòa Thọ Đông
Hòa Thọ Đông là một phường thuộc quận Cẩm Lệ, thành phố Đà Nẵng, Việt Nam.
Phường Hoà Thọ Đông có diện tích 2,35 km², dân số năm 2005 là 11.151 người, mật độ dân số đạt 4.745 người/km².

## Lịch sử
Phường Hòa Thọ Đông được thành lập năm 2005 trên cơ sở một phần diện tích và dân số của xã Hòa Thọ, huyện Hòa Vang. Phần còn lại của xã Hòa Thọ được chuyển thành phường Hòa Thọ Tây, quận Cẩm Lệ.